# Проспект Ветеранів (Санкт Петербург)

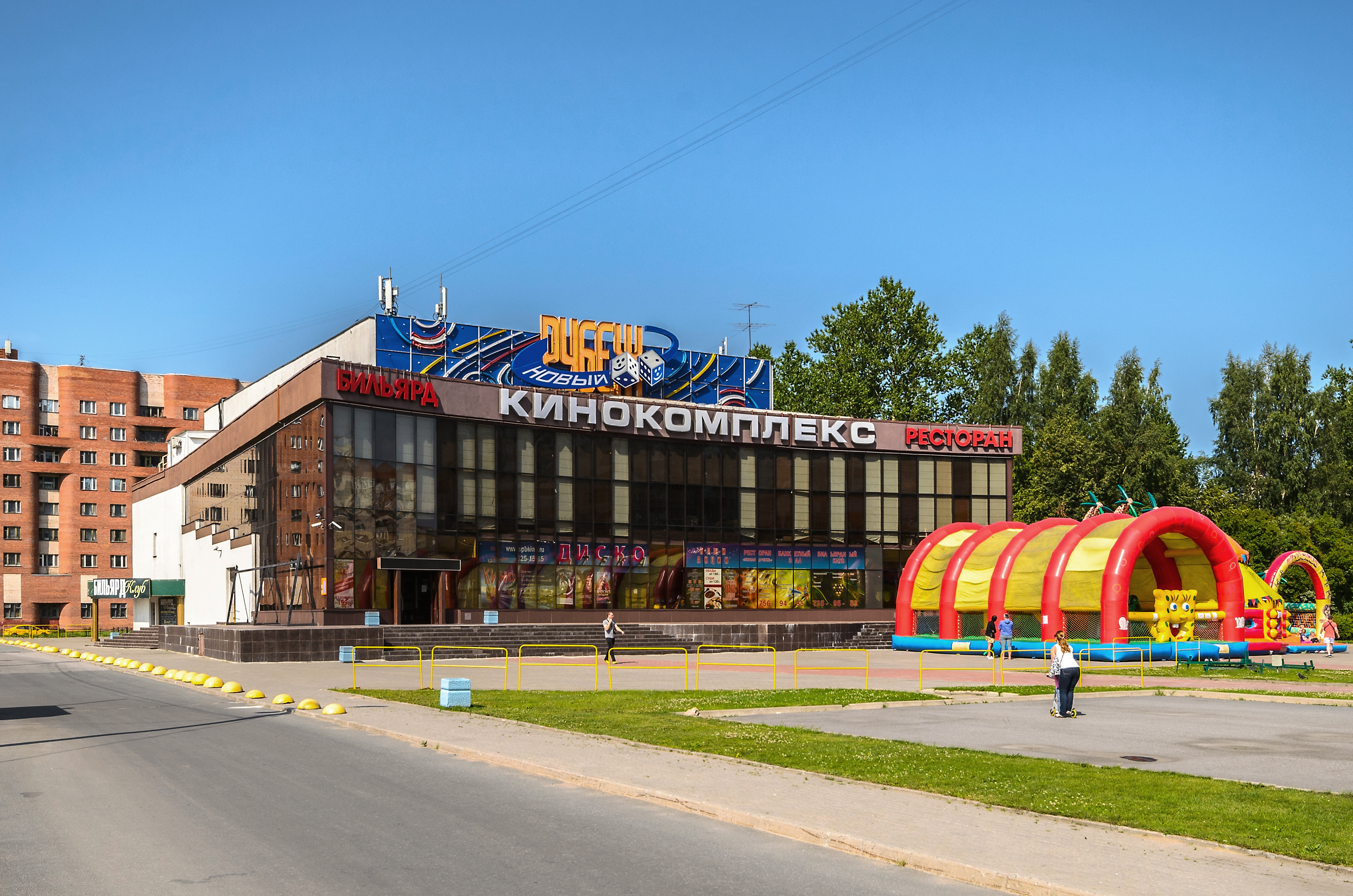
Кінотеатр «Рубеж»

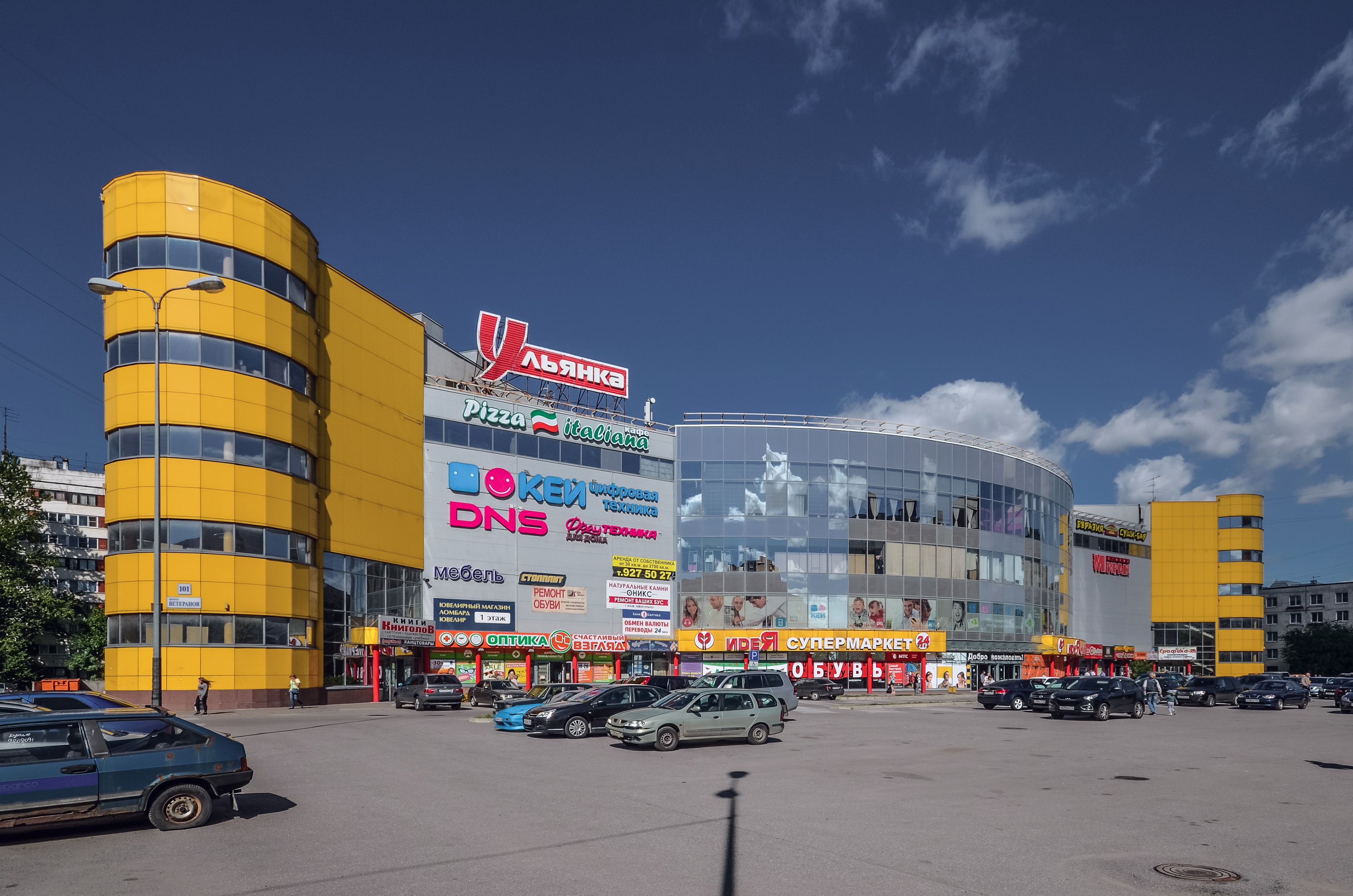
Торговий комплекс «Ульянка»

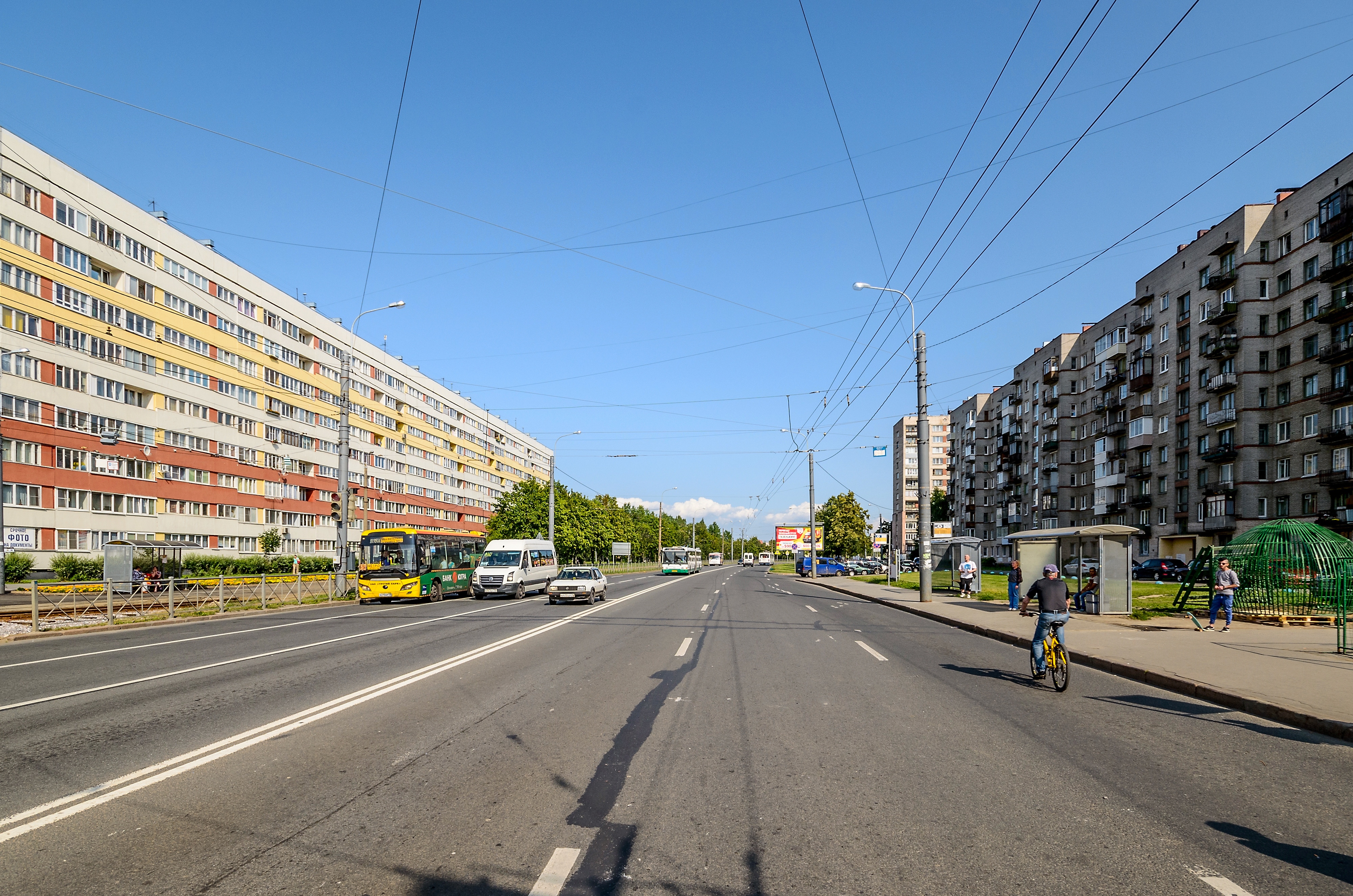
Проспект біля вулиць Погранічніка Гарькавого

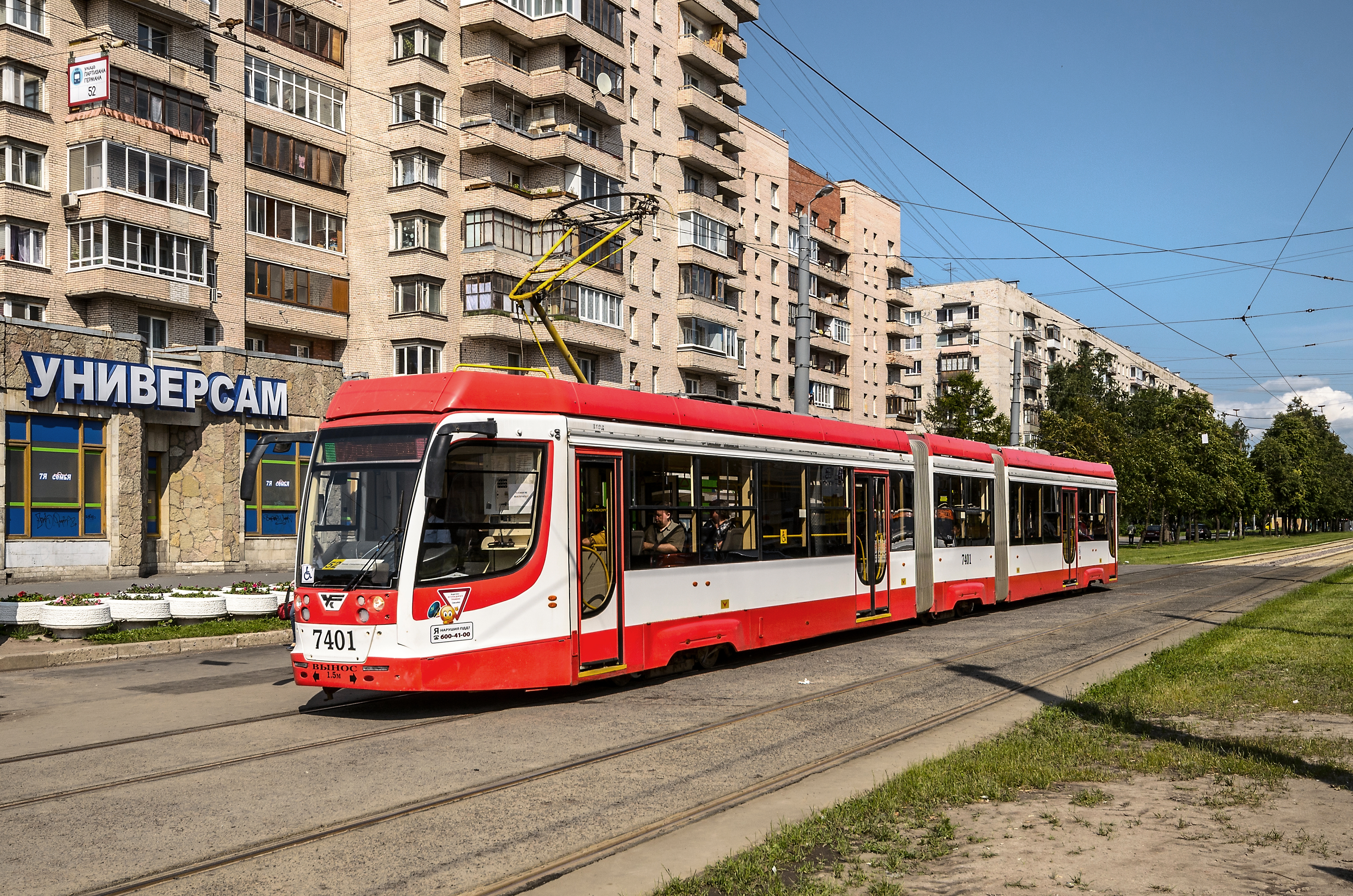
Трамвай 71-631-02, який обслуговує 52 маршрут

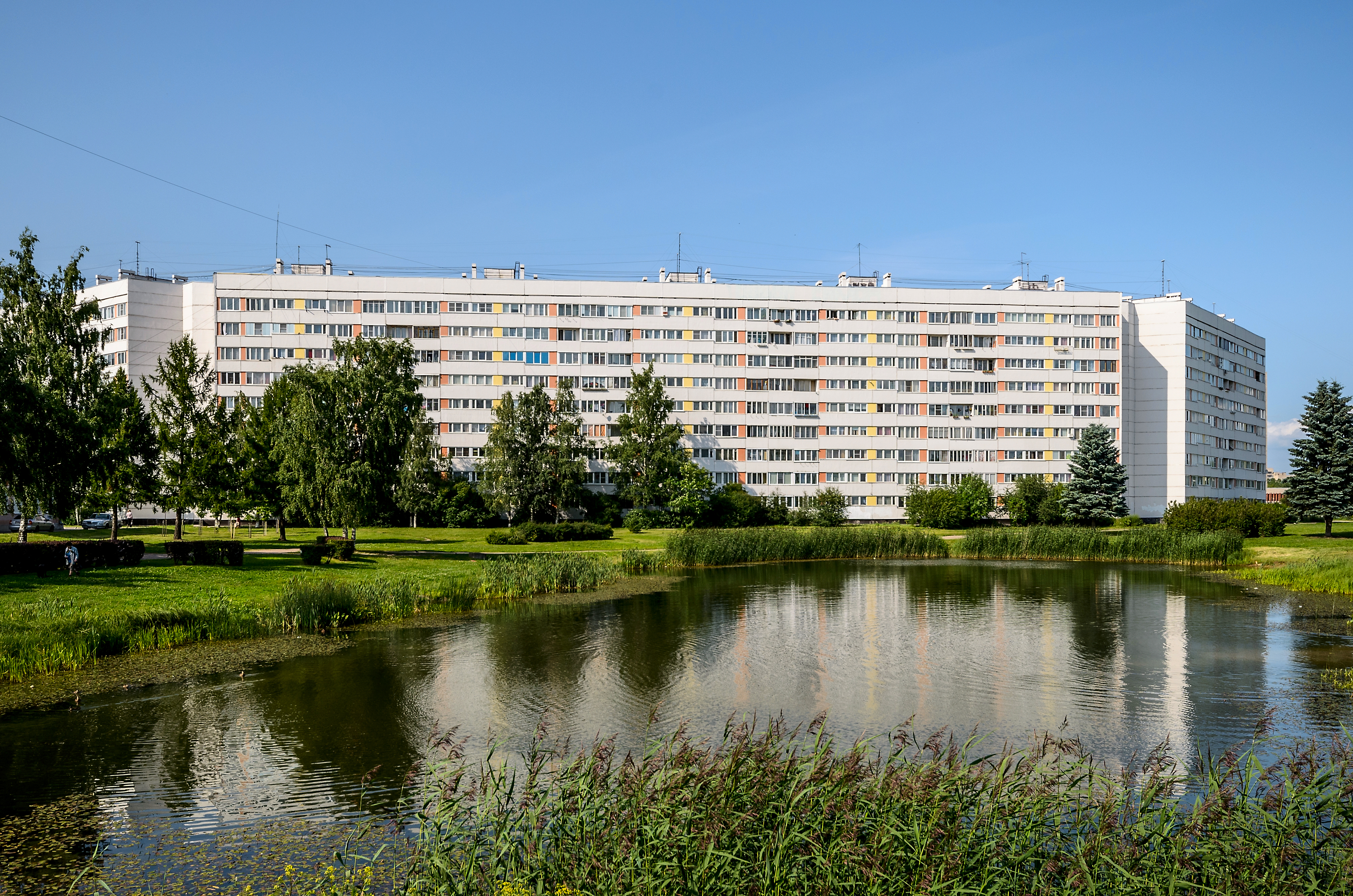
Дома 600-й серії на проспекте Ветеранів

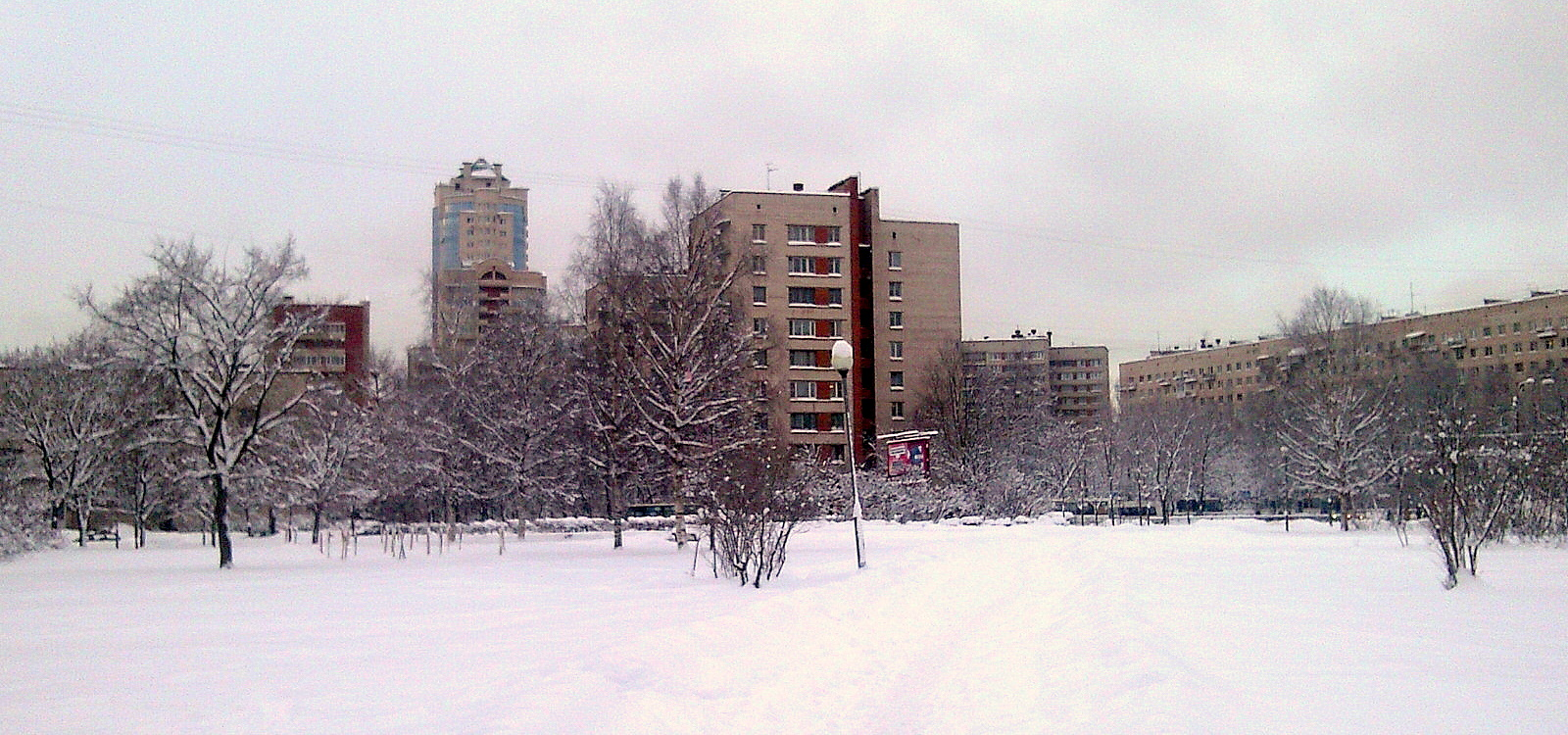
Сквер на перетині бульвара Новаторів з проспектом Ветеранів і вулицею Танкіста Хрустицького

Проспект Ветеранів — проспект в Кіровському і Красносельскому районах Санкт-Петербургу, від вулиці Зіни Портнової і вулиці підводника Кузьміна до вулиці Піонерстрою.

## Історія
На початку  1960-х років почалося будівництво магістралі, яка повинна була йти паралельно проспекту Стачек, поєднуючи Дачне, Урицк і Соснову Поляну. У проектній документації вона проходила як Серединна вулиця. 16 січня 1964 року Серединна вулиця була перейменована в проспект Ветеранів. Назва проспекту дана на честь учасників Другої світової війни 1939—1945 років. В 1971 році до складу проспекту увійшов Монетний провулок, який знаходився в Сосновій Поляні.

## Транспорт
1. Метрополітен: станція «Проспект Ветеранів»
2. Трамвай № 52
3. Троллейбус № 20, 29, 37, 46, 48
4. Автобус № 68, 81, 88, 130, 145, 145а, 162, 163, 165, 195, 229, 632, 632а, 639а

## Перетинає наступні вулиці, дороги і проспекти
1. Вулиця Зіни Портнової
2. Вулица Підводника Кузьміна
3. Дачний проспект
4. Вулиця Танкіста Хрустицького
5. Вулиця Льони Голікова
6. Вулиця Козлова
7. Вулиця Солдата Корзуна
8. Вулиця Бурцева
9. Вулиця Генерала Сімоняка
10. проспект Маршала Жукова
11. Авангардна вулиця
12. Вулиця Партизана Германа
13. Вулиця Добровольцев
14. Вулиця Здоровцева
15. Влиця Тамбасова
16. Вулиця Погранічніка Гарькавого
17. 2-а Комсомольска вулиця
18. Вулиця Льотчика Пілютова
19. Вулица Піонерстроя